# Niederwasser (Hornberg)
Der Ortsteil Niederwasser der Stadt Hornberg im Ortenaukreis ist eine Streusiedlung im Süden der Stadt. Am 1. Dezember 1971 wurde der Ort eingemeindet. Er gehörte früher zum vorderösterreichischen Amt Breisgau und fiel 1805 im Pressburger Frieden an das Großherzogtum Baden. Mit der Gemeindereform verlor er seine Selbständigkeit und wurde ein Ortsteil von Hornberg.

## Wappen
Das ehemalige Gemeindewappen zeigt in geteiltem Schild oben in Silber einen grünen Laubbaum mit schwarzem Stamm auf der Teilung, unten in Grün einen erhöhten blauen Wellenschildfuß, darin zwei nach links schwimmende silberne Fische übereinander.